# 추바시어 위키백과

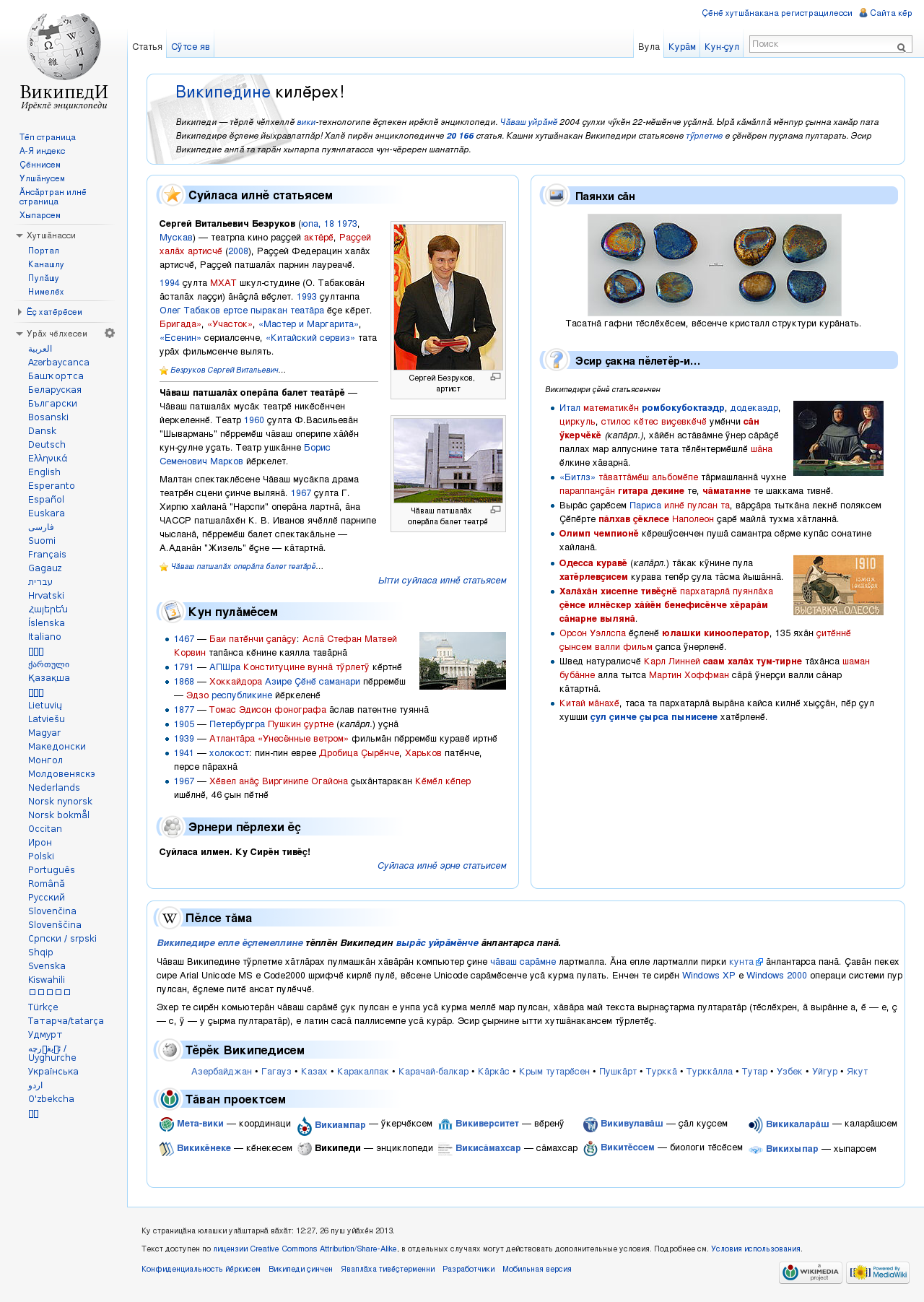

추바시어 위키백과는 추바시어로 운영되는 위키백과 언어판이다. 2004년 12월 16일에 시작되었다.기호는 cv이다.